# 박우철
박우철(본명: 오영록, 1952년 8월 22일 ~ )은 대한민국의 가수이다.

## 이력
1971년 ‘사랑도 세월이 가면’이라는 곡을 발표해 가수로 첫 데뷔하였다. 주로 가요를 발표하였으나 1980년에는 동양방송에서 방영한 만화영화 원탁의 기사 (TV 시리즈)의 주제곡을 부르기도 하였다.
박우철은 《아빠의 청춘》으로 유명한 원로가수 오기택의 조카이기도 하다.

## 디스코그라피
- 1972년 《사랑도 세월이 가면》 《또 하나의 이별》
- 1973년 《말없는 이야기》 《천리 먼길》
- 1973년 《돌아와》 《꿈속에 만나리》
- 1974년 《잊지 마오》 《돌아와》
- 1976년 《정답게 가는 길》 《따뜻한 마음》
- 1977년 《정말 가시나요》 《잊지는 못할거야》
- 1978년 《우연히 정들었네》 《남산 사나이》
- 1979년 《사랑때문에》 《부두》
- 1981년 《목련꽃 그늘아래서》 《돌아와》
- 1986년 《정에 우나봐》 《이별의 고속도로》
- 1989년 《당신이 버린 사랑》 《서울의 밤부르스》
- 1991년 《실연》 《가거라》
- 1994년 《남자라는 이유로》 《당신이 버린 사랑》
- 2005년 《인생은 연극처럼》
- 2006년 《사랑 사랑 하지마》
- 2013년 《울리 불리》
- 2014년 《연모》
- 2015년 《올가미》
- 2017년 《청춘》
- 2018년 《순정》
- 2018년 《물처럼 바람처럼》
- 2019년 《만고땡》
- 2019년 《비켜간 맹세》
- 2020년 《세월에 던진 사랑》
- 2021년 《사랑의 경계선》
- 2021년 《천년지애》